# Доказування
Дока́зування — розумова і практична діяльність компетентних учасників процесуальних відносин, що полягає у збиранні, перевірці та оцінці доказів з метою встановлення обставин, що мають значення для правильного вирішення справи.
Метою доказування є встановлення істини у конкретній справі і вирішення спору між сторонами.
Доказування включає в себе дві невід'ємних складових. З однієї сторони, це діяльність суду та інших уповноважених осіб, врегульована процесуальним законодавством (процесуальна форма), з іншої— пізнавальна (розумова), що відповідає законам логіки.
У структурі доказування незмінно присутні і поєднуються пізнавальні (пошукові та інформаційні процеси), комунікативні (фіксація та забезпечення передачі фактичних даних у часі та просторі), засвідчувальні (закріплення, підтвердження достовірності фактичних даних) та обґрунтовуючі (використання доказів у встановленні істини) елементи .
Пізнавальний елемент доказування полягає у виявленні джерел доказової інформації та отриманні фактичних даних щодо обставин, які належать до предмета доказування. Тобто здійснюється пошук, знайдення та отримання інформації, яка стосується справи. Комунікативний елемент доказування полягає в тому, що, сприймаючи доказову інформацію, слідчий в силу своєї функції так або інакше мислить себе частиною «пізнавальної системи», частками якої є всі посадові особи, які здійснюють пізнавальну діяльність у кримінальному процесі. Його завдання полягає в перетворенні «істини в собі» в «істину для всіх», у тому числі і для себе. Це досягається надійністю засобів вилучення та фіксації фактичних даних. .
Засвідчувальний елемент доказування (збирання та дослідження доказів) проявляється в документуванні та засвідченні в установленому порядку виявлених даних, а водночас і самої процедури одержання доказів з тим, щоб обґрунтувати їх достовірність та правильність зроблених на їх основі висновків. .
Доказування-обґрунтування являє собою логічно комунікативну діяльність з переконування суду та інших учасників судочинства (адресатів доказування) в достовірності доказів, достатності їх системи та істинності суджень, умовиводів, висновків.

## Нормативно-правове регулювання доказування
Нормативну базу доказового права становлять Конституція України та міжнародно-правові акти у цій сфері — Конвенція про захист прав і основних свобод людини від 4 листопада 1950 р., Міжнародний пакт про громадянські і політичні права від 16 грудня 1966 р., та інші. Законодавчими актами, що встановлюють правила доказування, є:
- процесуальні закони у відповідній частині (Кримінальний процесуальний кодекс України — глава 4 Розділу І; Господарський процесуальний кодекс України — Розділ V; Кодекс адміністративного судочинства України — глава 5 Розділу І; Цивільний процесуальний кодекс України — глава 5 Розділу І; Закон України «Про третейські суди»[2] — стаття 38);
- Закон України «Про національну поліцію»[3];
- Закон України «Про оперативно-розшукову діяльність»[4] та ін.

## Елементи доказування
1. Збирання доказів — процес, що складається з таких стадій: а) виявлення доказів — їх відшукування; б) фіксація (закріплення) доказів: зберігання фактичних даних у встановленому законом порядку; в) вилучення доказів: дії, що забезпечують можливість використання доказів, приєднання їх до справи, а також їх дослідження; г) зберігання доказів, що полягає у вжитті заходів щодо збереження самих доказів. Збирання доказів є першим етапом роботи з доказами[5].
2. Дослідження доказів — це безпосереднє сприйняття і вивчення в судовому засіданні інформації про фактичні дані, надані суб'єктами доказування, за допомогою передбачених в законі засобів доказування на підставі принципів усності та безпосередності[6]. Дослідження доказів повинне бути всебічним, повним, об'єктивним та безпосереднім.
3. Оцінка доказів — визначення достовірності та сили доказів[7]. Оцінку доказів проводить широке коло учасників процесу, проте лише оцінка доказів з боку суду носить владний характер, оскільки судові рішення, у яких відбивається ця оцінка, є обов'язковими.«Слідчий, прокурор, слідчий суддя, суд за своїм внутрішнім переконанням, яке ґрунтується на всебічному, повному й неупередженому дослідженні всіх обставин кримінального провадження, керуючись законом, оцінюють кожний доказ з точки зору належності, допустимості, достовірності, а сукупність зібраних доказів — з точки зору достатності та взаємозв'язку для прийняття відповідного процесуального рішення. Жоден доказ не має наперед встановленої сили»[8]. «Суд оцінює докази за своїм внутрішнім переконанням, що ґрунтується на всебічному, повному, об'єктивному та безпосередньому дослідженні наявних у справі доказів. Результати оцінки доказів суд відображає в рішенні, в якому наводяться мотиви їх прийняття чи відмови у прийнятті»[9].

## Суб'єкти доказування. Обов'язок доказування
| Кримінальний процес | Цивільний, господарський, адміністративний процес |
| Суб'єктами доказування, тобто учасниками процесу, які здійснюють доказову діяльність, є органи досудового розслідування і суд. | Сторони і суд. |
| Обов'язок доказування обставин, що становлять предмет доказування, покладається на слідчого, прокурора та, в установлених цим Кодексом випадках, — на потерпілого. «Ніхто не зобов'язаний доводити свою невинуватість у вчиненні злочину» (стаття 62 Конституції України) | Кожна сторона повинна довести ті обставини, на які вона посилається як на підставу своїх вимог і заперечень. Якщо особа, яка бере участь у справі, без поважних причин не надасть докази на пропозицію суду для підтвердження обставин, на які вона посилається, суд вирішує справу на основі наявних доказів. |

## Предмет і межі доказування
Предмет доказування — це коло фактів об'єктивної дійсності, необхідних для вирішення справи по суті.

| Кримінальний процес | Цивільний, господарський, адміністративний процес |
| У кримінальному провадженні підлягають доказуванню: 1) подія кримінального правопорушення (час, місце, спосіб та інші обставини вчинення кримінального правопорушення); 2) винуватість обвинуваченого у вчиненні кримінального правопорушення, форма вини, мотив і мета вчинення кримінального правопорушення; 3) вид і розмір шкоди, завданої кримінальним правопорушенням, а також розмір процесуальних витрат; 4) обставини, які впливають на ступінь тяжкості вчиненого кримінального правопорушення, характеризують особу обвинуваченого, обтяжують чи пом'якшують покарання, які виключають кримінальну відповідальність або є підставою закриття кримінального провадження; 5) обставини, що є підставою для звільнення від кримінальної відповідальності або покарання; 6) обставини, які підтверджують, що гроші, цінності та інше майно, які підлягають спеціальній конфіскації, одержані внаслідок вчинення кримінального правопорушення та/або є доходами від такого майна, або призначалися (використовувалися) для схиляння особи до вчинення кримінального правопорушення, фінансування та/або матеріального забезпечення кримінального правопорушення чи винагороди за його вчинення, або є предметом кримінального правопорушення, у тому числі пов'язаного з їх незаконним обігом, або підшукані, виготовлені, пристосовані або використані як засоби чи знаряддя вчинення кримінального правопорушення; 7) обставини, що є підставою для застосування до юридичних осіб заходів кримінально-правового характеру. | Сукупність юридичних фактів матеріально-правового характеру, тобто фактів, з якими закон пов'язує виникнення, зміну й припинення правовідносин між сторонами та на які сторони посилаються як на підставу своїх вимог і заперечень. Предметом доказування під час судового розгляду є факти, які обґрунтовують заявлені вимоги чи заперечення або мають інше значення для вирішення справи і підлягають встановленню при ухваленні судового рішення. |
| | Підстави звільнення від доказування: 1. Обставини, визнані сторонами та іншими особами, які беруть участь у справі, не підлягають доказуванню. 2. Обставини, визнані судом загальновідомими, не потребують доказування. 3. Обставини, встановлені судовим рішенням у цивільній, господарській або адміністративній справі, що набрало законної сили, не доказуються при розгляді інших справ, у яких беруть участь ті самі особи або особа, щодо якої встановлено ці обставини (див. Преюдиція). 4. Вирок у кримінальній справі, що набрав законної сили, або постанова суду у справі про адміністративне правопорушення обов'язкові для суду, що розглядає справу про цивільно-правові наслідки дій особи, стосовно якої ухвалено вирок або постанову суду, з питань, чи мали місце ці дії та чи вчинені вони цією особою. |